# Concha de Marco
María de la Concepción Juliana Gutiérrez de Marco (Soria, 23 de mayo de 1916-Madrid, 19 de octubre de 1989), que firmaba como Concha de Marco, fue una ensayista, narradora, traductora y poeta española. 

## Biografía
Nació el 23 de mayo de 1916 en Soria, en un edificio que la familia Gaya Tovar tenía en propiedad en la Plaza de Ramón Benito Aceña donde, hacia 1860, habían vivido los hermanos Bécquer (Gustavo Adolfo y Valeriano). En el mismo edificio vivió en 1919 el que después sería su marido, Juan Antonio Gaya Nuño, por pertenecer dicha casa a su familia. Fue la primogénita del matrimonio formado por María de la Concepción de Marco Soria, de la misma Soria y de Mariano Gutiérrez Santamaría, originario de Valladolid.
Su madre, así como una hermana más pequeña, murieron cuando De Marco contaba dos años de edad víctimas de la gripe de 1918, quedando la familia al cuidado de su abuela paterna, Juana Santamaría Arranz. El padre se casó dos años más tarde (1920) con su cuñada Ángela, y de este matrimonio nacieron dos hijos más, Ángela y Marco.
De Marco tenía cinco años de edad cuando destinaron a su padre a Figueras (Gerona) a donde se trasladó toda la familia. Asistió primero al colegio de las Francesas, y más tarde al instituto para realizar el bachillerato, estudios en los que entonces se matriculaban muy pocas chicas, por lo que su educación fue poco habitual para la época. En 1929 toda la familia se trasladó a Madrid y en 1931 terminó el bachillerato. Al año siguiente se matriculó en la Universidad Central para estudiar Ciencias Naturales, algo que ella misma minusvaloró años después refiriéndose a sus estudios como «biología y otras cosas inútiles». Se licenció en 1939, una vez terminada la guerra.
El 2 de enero de 1935 se produjo en Soria el encuentro con Juan Antonio Gaya Nuño, del que no volvería a separarse, iniciándose un noviazgo que encontró cierta oposición por parte de la familia de él. El 17 de agosto de 1936 fue asesinado el padre de Gaya Nuño y éste se alistó en el ejército de la República luchando en el frente de Guadalajara con el grado de teniente. Aprovechando un permiso, se casaron por lo civil en Madrid el 16 de julio de 1937. De Marco trabajó durante el conflicto al servicio del Tribunal Tutelar de Menores ayudando a los niños de las familias huidas. Al finalizar la guerra, tanto ella como sus familias fueron depurados y sufrieron marginación social.
Gaya Nuño, tras entregarse, en 1939, fue juzgado y condenado por auxilio a la rebelión a 20 años y enviado a la prisión de Valdenoceda. De Marco sobrevivió dando clases particulares hasta que a través del Colegio de Licenciados y Doctores de Madrid le llegó una oferta como profesora ayudante de Ciencias Naturales en un colegio privado de Castuera (Badajoz). Tras la liberación de su esposo, en 1943, se celebró el matrimonio religioso, e iniciaron realmente su vida de convivencia.
A partir de ese momento De Marco colaboró directamente en la vida profesional de su marido. Compartió con él el destierro en Bilbao, su primer trabajo en Madrid y su estancia en Barcelona al frente de las Galerías Layetanas, hasta que fijaron su residencia definitiva en Madrid, en la calle Ibiza, 23, desde donde se convirtieron en embajadores del arte español recorriendo medio mundo y trabajando siempre juntos.
Debido a las penalidades sufridas durante la guerra, De Marco no gozó de buena salud. Sufrió un aborto a los pocos meses de casada y no volvió a quedarse embarazada. Sufrió lesiones de columna, de la que tuvo que ser operada en 1944 y también le extirparon un riñón en 1959. Pese a ello ese mismo año pasó a ocuparse de su madrastra enferma y de su hermana imposibilitada.
El matrimonio Gaya Nuño realizó numerosos viajes al extranjero, impartieron clases en la Universidad de Puerto Rico durante el curso 1963 y se encargaron directamente de la publicación de libros de arte. Mientras tanto proseguía en paralelo con su actividad literaria, publicando cuentos en revistas, el ensayo La mujer española en el romanticismo (1969) y Guía de Soria (1970). De 1966 a 1974 publicó siete poemarios en los que se aprecia una meditada estructura y una clara evolución y experimentación y participó en numerosos actos públicos y homenajes a distintos poetas, por lo que era una figura tenida en cuenta en el panorama literario de aquellos años.
Tras la muerte de su marido, acaecida el 6 de julio de 1976, De Marco no volvió a publicar más, por lo que algunos poemarios quedaron inéditos así como sus memorias, que fueron publicadas en coedición del Instituto Catellano y Leonés de la Lengua y el Ayuntamiento de Soria a cargo de Martínez Laseca.
En un campo u otro, trabajadora infatigable, dedicó sus últimos años a recoger en el Centro Cultural Gaya Nuño de Caja Soria, hoy Banco Ceiss de Unicaja, el legado bibliográfico y pictórico de su marido, Gaya Nuño.
Murió en Madrid el 19 de octubre de 1989 y sus cenizas fueron llevadas a Soria, al cementerio de El Espino.

## Trayectoria
De Marco se interesó muy pronto por la poesía a raíz de la lectura de la colección a la que se había suscrito su padre. Así leyó Soledades, Galerías y Otros poemas de Antonio Machado, intentando ella sus primeros versos: «Está la sala familiar sombría». En los poetas clásicos se inició ya en sus años de instituto y más tarde accedería a Juan Ramón Jiménez y la Generación del 27.
A pesar de que el interés de su padre había sido que hiciera una carrera de ciencias para asegurarle su porvenir, a ella lo que le interesaba era el arte, interés que compartió con su esposo. Le gustaba la música clásica, especialmente la ópera, y trataba de formarse en todos los campos, incluso en los artesanales, diseñando algunos complementos y vestidos. En materia de arte se consideraba autodidacta: «Por lo visto soy autodidacta. ¿Qué pasa? Sin despreciar lo extranjero siempre estudié por libre. Soy huérfana, mi Preceptor ha sido, y es, la Vida; mi Profesor, yo misma, y mi Maestro, lo Sobrenatural». De Marco mantuvo durante toda su vida un interés por aprender en todos los campos.
En los años cincuenta le llegaron sus primeros trabajos como traductora de la mano de Consuelo Berges Rábago. Tradujo del inglés y del francés numerosas monografías de arte. Escribió relatos cortos que publicó en las revistas Ínsula, Cuadernos Hispanoamericanos y El Urogallo, una obra en dos tomos, La mujer española en el romanticismo (1969), y otros ensayos inéditos.
No obstante, su obra poética es la que más importancia e interés tiene en el conjunto de su obra. Desde 1966 a 1976 publicó siete poemarios, alentada por la buena acogida que tuvo entre la crítica el primero: Hora 0,5. Por distintas razones dejó algunos sin publicar, recogiéndose en la antología póstuma algunos de ellos.
En vida de su marido acudió con él a diferentes actos culturales y visitaba con frecuencia la Biblioteca Nacional a fin de documentarse. También perteneció a la Asociación de Mujeres Universitarias y frecuentó tertulias poéticas y feministas. Tras enviudar, participó en acontecimientos de importancia en el ámbito de la cultura como la inauguración en la Fundación Juan March de la exposición dedicada a Picasso, sobre cuya obra había traducido varios libros de Roland Penrose. Participó también en el homenaje a Carmen Conde con motivo de su septuagésimo cumpleaños, ambos en 1977. Más tarde, en 1981, participó en la sesión conmemorativa en recuerdo de Juan Antonio Gaya Nuño en la Fundación Pastor de Estudios Clásicos.
A partir de la publicación en 1987 de libro Juan Antonio Gaya Nuño y su tiempo de Ignacio del Río Chicote y José María Martínez Laseca, colaboró activamente con estos autores en la celebración en Soria de una exposición sobre la vida y obra de su esposo, exposición que no pudo ver, pues fue inaugurada tras su muerte.
Escribió entre 1974 y 1977 sus Memorias que vieron la luz en 2018. En ellas habla de su proceso de creación, pero también ajusta cuentas —«caiga quien caiga, aunque sea yo misma»— con la historia del periodo que le tocó vivir y con algunos personajes de la intelectualidad española o de la política, como Joaquín Ruiz Jiménez, que conoció en su labor profesional. Feminista y de sólidas convicciones, vindicó el papel del ama de casa, de la mujer que voluntariamente se constituye en apoyo de su marido, y cuyo único escape intelectual es la poesía. De Marco fue un caso más de exilio interior en la España de posguerra.

## Valoración de su obra poética
La obra poética de De Marco fue valorada por sus contemporáneos, sin embargo, en una carta enviada a La Estafeta Literaria en 1977, ella se quejaba de que las mujeres habían quedado excluidas de la historia de la literatura ya que «no tienen generación».
Para su biógrafo, Martínez Laseca, sus libros tienen una meditada estructura, y se advierte en ellos una clara evolución y experimentación en su afán poético. En sus poemarios inéditos, como Cantos del compañero muerto, nos encontramos como una especie de collage, en el que entra todo: lírica, épica, política… Se inspira en los clásicos españoles y en poetas extranjeros, de lo que resulta una poesía original. La poesía significa para ella un compromiso absoluto con las condiciones de vida humana en todas sus manifestaciones. Su poesía está muy arraigada de igual modo en la tierra, en lo castellano.
Figuras relevantes de la crítica y la literatura en la segunda mitad del siglo XX, se fijaron en su poesía. Y así por ejemplo tenemos la opinión de Buero Vallejo en una carta personal: «Mil gracias por tu “Diario de la Mañana”. En serio, en serio, me ha gustado mucho. Mejor: me ha atrapado, pues gustar es una palabra dulce, y tu poesía no es dulce, aunque sea tierna y suave cuando tú quieres y amarga cuando debe serlo. Pura ternura o tierna dureza…».  
Francisco Yndurain escribió a propósito de Acta de Identificación: «Es un purísimo goce de expresión y de sentidos. Qué maravilla de captación en la España (o Hispania) profunda (…) Ya tienes una obra personalísima y tan bella! Soria sigue estimulando poesía de la mejor ley». 
Dámaso Alonso, comentando Acta de identificación indicaba que se encontraba ya un poco insensibilizado para la poesía «por la mucha buena, formalmente buena, rutinariamente buena, es decir, malamente buena que se escribe» y concluía en su carta a De Marco: «De vez en cuando viene un libro a sacudirme, y esto ha ocurrido con el suyo».

## Actualidad de su obra y figura
En el 2016, con motivo del centenario de su nacimiento, el Ayuntamiento de Soria le dedicó varios homenajes. Entre ellos, y en colaboración con la Asociación de Amigos del IES Machado, un primer libro sobre su figura, Concha de Marco en carne y verso (Soria, 1916 - Madrid, 1989) escrito por José María Martínez Laseca, obra que se presentó en el IES Antonio Machado el 7 de abril. Por otro lado, algunos de sus versos se imprimieron sobre el asfalto de los principales paseos y calles de la ciudad.
La editorial Renacimiento publicó en 2017 la antología Y es noche siempre (Antología poética, 1966-1977), preparada por Hilario Jiménez Gómez, que recoge una amplia muestra del conjunto de sus poemas, tanto los publicados en vida como los póstumos y algunos inéditos.
En 2018 se publicaron sus memorias, La patria de otros. Memorias de una mujer libre, edición preparada por José María Martínez Laseca, patrocinada por el Instituto Castellano y Leonés de la Lengua y por el Ayuntamiento de Soria y editada por Cálamo.

## Obra[2]

### Poemarios
- Hora 0,5 (1966);
- Diario de la mañana (1967);
- Acta de Identificación (1969);
- Congreso en Maldoror (1970);
- Tarot (1972);
- Las Hilanderas (1973);
- Una noche de invierno (1974),
- Celda de castigo (1974), inédito, publicado en facsímil por el Ayto. de Soria (2016) según el manuscrito enviado por la autora al concurso de poesía Álamo de Salamanca en 1974.[11]
- Cantos del compañero muerto (1977) Inédito

### Ensayo y otros
- La mujer española en el romanticismo (1969);
- «Los niños en la pintura de Velázquez» en Varia velazqueña;
- «Los últimos veinticinco años de poesía española femenina» (1969) en Árbol de Fuego;
- «Gestación del Ulises» (1972) en El Urogallo;
- Soria (1971, 1976, 1978, 1980, 1987), en colaboración con Juan Antonio Gaya Nuño y
- Los tigres transparentes (1979) inédito
- Historia del abanico, inédito.

### Relatos
- Cinco ganchos (1957) en Ínsula;
- El té del psiquiatra (1958) en Cuadernos Hispanoamericanosassis, en colaboración con Juan Antonio Gaya Nuño.

### Traducciones[12]
- Picasso (1959, 1966) de Roland Penrose;
- El primer arte medieval (1965) de John Beckwith;
- La escultura moderna (1966) de Herbert Read
- El arte del Renacimiento (1966) de Peter y Linda Murray
- Gauguin (1969) de Lee Van Vovski;
- Arte islámico (1967) de David Talbot;
- Arte medieval de John Beckwith;
- Vermeer de Delft de A. B. de Vries;
- Panorama de las artes plásticas contemporáneas de Jean Cassou.

### Colaboraciones
- Juan Antonio Gaya Nuño, 1913-1976;entre el espectador y el arte (1990). Exposición organizada por Caja Soria. Textos y coordinación de Concha de Marco, Jose Mª Martinez Laseca e Ignacio del Río Chicote.